# علم المحيطات الجيولوجية

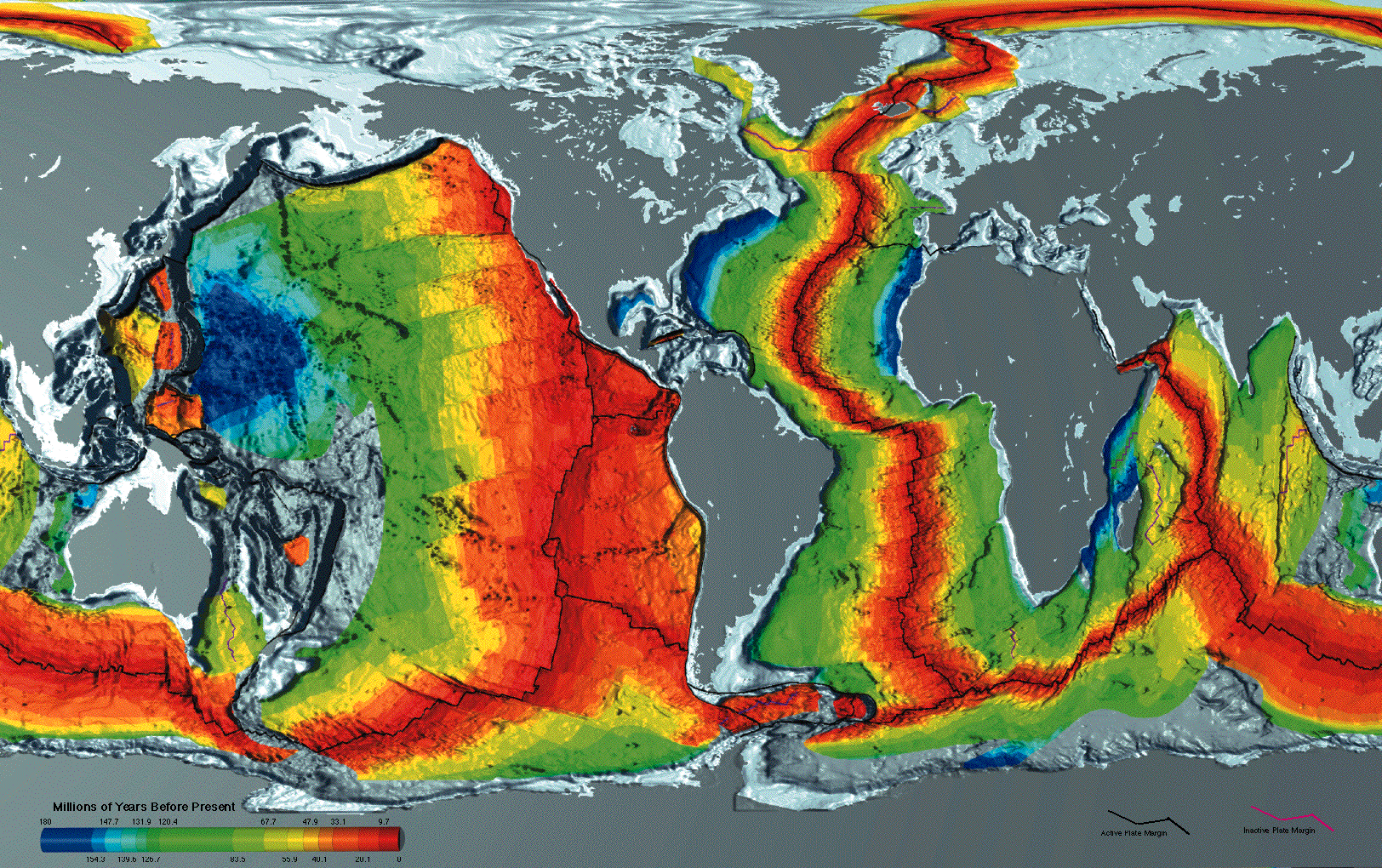

علم المحيطات الجيولوجية أو الجيولوجية البحرية (بالإنجليزية: geological oceanography)‏ هي دراسة تاريخ وهيكل قاع المحيطات، وهي دراسة جيولوجية لقاع المحيط وتتضمن تكتونيات الصفائح.